# العلاقات التشادية الكورية الشمالية
العلاقات التشادية الكورية الشمالية هي العلاقات الثنائية التي تجمع بين تشاد وكوريا الشمالية.

## مقارنة بين البلدين
هذه مقارنة عامة ومرجعية للدولتين:
| وجه المقارنة                                              | تشاد                      | كوريا الشمالية                        |
| --------------------------------------------------------- | ------------------------- | ------------------------------------- |
| المساحة (كم2)                                             | 1.28 مليون                | 120.54 ألف                            |
| عدد السكان (نسمة)                                         | 15.23 مليون               | 25.49 مليون                           |
| الكثافة السكانية (ن./كم²)                                 | 11.9                      | 211.47                                |
| العاصمة                                                   | انجمينا                   | بيونغيانغ                             |
| اللغة الرسمية                                             | لغة فرنسية، اللغة العربية | لغة كوريا الشمالية القياسية ‏          |
| العملة                                                    | فرنك وسط أفريقي           | وون كوري شمالي                        |
| الناتج المحلي الإجمالي (بليون دولار)                      | 9.98 مليار                |                                       |
| الناتج المحلي الإجمالي (تعادل القوة الشرائية) بليون دولار | 30.54 مليار               |                                       |
| الناتج المحلي الإجمالي الاسمي للفرد دولار أمريكي          | 775                       |                                       |
| الناتج المحلي الإجمالي للفرد دولار أمريكي                 | 2.18 ألف                  |                                       |
| مؤشر التنمية البشرية                                      | 0.392                     |                                       |
| رمز المكالمات الدولي                                      | +235                      | +850                                  |
| رمز الإنترنت                                              | .td                       | .kp                                   |
| المنطقة الزمنية                                           | ت ع م+01:00               | ت ع م+08:30، ت ع م+08:30، ت ع م+09:00 |

## منظمات دولية مشتركة
يشترك البلدان في عضوية مجموعة من المنظمات الدولية، منها:
| علم المنظمة | اسم المنظمة              | تاريخ انضمام تشاد | تاريخ انضمام كوريا الشمالية |
| ----------- | ------------------------ | ----------------- | --------------------------- |
|             | يونسكو                   | 19 ديسمبر 1960    | 18 أكتوبر 1974              |
|             | الاتحاد البريدي العالمي  | ?                 | ?                           |
|             | الأمم المتحدة            | 20 سبتمبر 1960    | 17 سبتمبر 1991              |
|             | الاتحاد الدولي للاتصالات | 25 نوفمبر 1960    | ?                           |

## وصلات خارجية
- موقع وزارة الخارجية الكورية الشمالية